# Costock
 (janvier 2024).
Costock est un village du Nottinghamshire, en Angleterre.